# Metembia immsi
Metembia immsi är en insektsart som beskrevs av Davis 1939. Metembia immsi ingår i släktet Metembia och familjen Embiidae. Inga underarter finns listade i Catalogue of Life.